# بنس ران (ویرجینیای غربی)
بنس ران (به انگلیسی: Bens Run) یک منطقهٔ مسکونی در ایالات متحده آمریکا است که در شهرستان تایلر، ویرجینیای غربی واقع شده‌است. بنس ران ۱۸۸٫۹۸ متر بالاتر از سطح دریا واقع شده‌است.